# Paolo Ammoniaci
Paolo Ammoniaci (Bagno di Romagna, 1º giugno 1948) è un allenatore di calcio ed ex calciatore italiano, di ruolo terzino.
È il detentore del primato di calciatore espulso più velocemente nella storia della Serie A, dal momento dell'ingresso in campo: nell'incontro Roma-Lazio del 18 marzo 1979 subentrò, infatti, a Vincenzo D'Amico all'89' e venne cacciato dal campo per una presunta simulazione dopo soli 2", tutti a gioco fermo. Inoltre, già nell'incontro Varese-Cesena (1-1) dell'ottava giornata del campionato 1974-1975, era stato espulso appena al 1'.

## Carriera

### Giocatore

Ammoniaci capitano del Cesena nel 1974, mentre rinvia la palla sotto lo sguardo del ternano Petrini.

Crebbe nelle giovanili del Cesena nei primi anni 1960. Nel 1966 approdò in prima squadra nel campionato di Serie C dove, per due stagioni, rimase in panchina disputando solo 3 incontri. Nel 1968, dopo la promozione dei bianconeri approdò Serie B. Rimase nel campionato cadetto per un lustro, disputando 163 incontri e segnando una rete l'anno della promozione cesenate in Serie A.
L'esordio nel massimo campionato arrivò il 7 ottobre 1973, nella partita casalinga contro il Torino (0-0). Nelle stagioni 1973-1974 e 1974-1975 il tecnico romagnolo Eugenio Bersellini lo impiegò con costanza in una formazione che ottenne due salvezze.
Nel 1975, dopo 10 anni a Cesena, passò alla Lazio. Nelle quattro stagioni in biancoceleste disputò 113 partite di cui 85 in massima serie, 23 in Coppa Italia e 5 nelle coppe europee. Nella squadra capitolina incappò anche in un brutto infortunio, nella stagione 1977-1978. Nella sua ultima stagione in Serie A, in cui totalizzò 140 presenze complessive, siglò anche un gol nella vittoriosa partita interna contro Ascoli (3-1).
Passò quindi al Palermo, in Serie B. Con i siciliani disputò due campionati, in cui scese in campo per 71 partite e segnò 3 reti. Nel 1981 venne acquistato dal Forlì, squadra con cui concluse la carriera professionistica nel 1983.

### Allenatore
Iniziò poi la carriera da allenatore che lo porterà ad allenare, tra gli altri, il Perugia nella stagione 1990-1991, classificandosi al quarto posto della Serie C1; l'anno seguente venne esonerato dopo la prima giornata di campionato, in cui aveva ottenuto un pareggio interno contro il Chieti (1-1).
Nel 2000, dopo aver fatto da vice a Walter Nicoletti nel Cesena, divenne primo allenatore ad interim alla vigilia del play-out di ritorno contro la Pistoiese.
Nel 2015 fu dirigente del Torresavio.

## Palmarès

### Giocatore

#### Competizioni nazionali
- Campionato italiano Serie C: 1

Cesena: 1967-1968 (girone B)

### Allenatore

#### Individuale
- Trofeo Maestrelli: 1

1990